# Руда (Жолковская городская община)
Руда (укр. Руда) — село в Жолковской городской общине Львовского района Львовской области Украины.
Население по переписи 2001 года составляло 202 человека. Занимает площадь 0,450 км². Почтовый индекс — 80342. Телефонный код — 3252.